# Augochlora albiplantis
Augochlora albiplantis är en biart som först beskrevs av Joseph Vachal 1911.  Augochlora albiplantis ingår i släktet Augochlora och familjen vägbin. Inga underarter finns listade.